# Neritos cybar
Neritos cybar är en fjärilsart som beskrevs av William Schaus 1924. Neritos cybar ingår i släktet Neritos och familjen björnspinnare. Inga underarter finns listade i Catalogue of Life.